# Gudrunlied

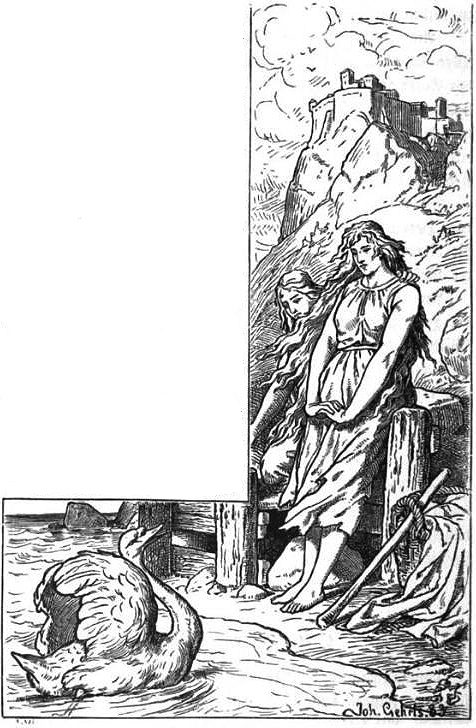
Gudrun.

Het Gudrunlied (Kudrunlied) is een epos uit de middeleeuwen. 
Dit Middelhoogduitse epos is waarschijnlijk geschreven tussen 1220 en 1250. Het vertelt het verhaal van Gudruns loyale devotie naar haar verloofde, koning Herwig van Seeland. Na het Nibelungenlied is het Gudrunlied het tweede grootste. Hoewel de personages uit het Gudrunlied (Gudrun/Kudrun, Hagen en Siegfried) gelijke namen hebben als de personages uit het Nibelungenlied, hebben de twee liederen niets met elkaar te maken.

## Verhaal
Het epos vertelt over de prinses Gudrun, dochter van koning Hettel van Hegelingen en koningin Hilde. Gudrun is zo mooi dat velen naar haar hand dingen. Onder deze aanbidders zijn Siegfried van Morland, Harmut van Normandië en Herwig van Seeland. De laatste weet het hart van Gudrun te winnen, maar Hettel wijst hem net als de anderen af: niemand is goed genoeg voor zijn dochter. 
Herwig verlaat Gudrun, maar belooft terug te komen met zijn leger. Als dit gebeurt wordt na een strijd besloten dat het gevecht zal worden beslist door een duel tussen Hettel en Herwig. Dit tot verdriet van Gudrun, die zowel haar vader als haar geliefde niet wil verliezen. Ze slaagt erin om tussenbeide te komen en het gevecht te laten stoppen. Hettel is geraakt door het gedrag van zijn dochter èn door Herwig die bereid was zijn leven voor Gudrun op het spel te zetten en gaat akkoord met het huwelijk. Er wordt afgesproken dat Herwig en Gudrun zullen trouwen in Hegelingen en met deze afspraak gaat Herwig huiswaarts.
Voordat hij terug is valt Siegfried van Morland Hegelingen binnen. Op aandringen van zijn vrouw en dochter besluit Hettel voorzichtig te zijn en zijn aanstaande schoonzoon om hulp te vragen. Deze stemt toe en de legers van Hegelingen en Seeland zien kans Morland te verslaan.
Voor Harmut is dit de kans; het kasteel waar Gudrun verblijft is nu praktisch onverdedigd. Hij valt aan en neemt Gudrun mee naar Normandië. 
Hettel en Herwig gaan hem meteen achterna. Echter hun door de strijd met Siegfried verzwakte legers worden door Harmut verslagen. Hierbij sneuvelt Hettel. 
Harmut behandelt Gudrun goed en doet zijn best om haar voor zich te winnen. Maar zonder succes. Ondanks dat er geen kans lijkt dat ze zal worden gered, houdt Gudrun nog steeds van Herwig. 
Als Harmut ziet dat zijn pogingen geen succes hebben, levert hij Gudrun over aan zijn moeder. Ze laat Gudrun als meid werken op het kasteel en laat haar de zwaarste taken uitvoeren. Harmuts moeder maakt Gudrun's leven steeds moeilijker. Desondanks blijft Gudrun trouw aan Herwig. Na enkele jaren lijkt Gudrun aan het einde van haar krachten en wil ze toegeven, totdat zij (in haar slaap of van een zwaan) hoort dat Herwig komt om haar te redden.
De volgende dag wordt inderdaad Harmut door Herwig belegerd. Harmut wordt verslagen, waarna Herwig en Gudrun trouwen.